# Disney (Oklahoma)
Pour les articles homonymes, voir Disney.
Disney est une ville du comté de Mayes, en Oklahoma, aux États-Unis. La population était de 311 habitants lors du recensement de 2010. La ville porte le nom d'un ancien membre du Congrès américain de l'Oklahoma, Wesley E. Disney (en), et n'a aucune affiliation avec The Walt Disney Company ou Walt Disney.

## Description
La ville de Disney est également connue sous le nom de « Disney Island » car elle se trouve sur une île sur la rive sud du Grand Lac des Cherokees.
L'Oklahoma State Highway 28 (en) est la seule route menant à Disney. La ville est reliée par l'ouest, au niveau du barrage de Pensacola, long de 1,6 km. La partie nord de Disney est au bord du lac, la partie sud est délimitée par un large ruisseau.
La ville comporte des bâtiments historiques, le "Dam Hotel" construit en 1938. Il y a aussi deux églises.
Au début des années 1930, avec la construction du barrage, la ville de Disney s’est métamorphosée : elle est devenue le centre névralgique pour des centaines de travailleurs, chefs d’équipe, ingénieurs et conducteurs de camions, ainsi que pour tous les services nécessaires à une telle concentration de main-d’œuvre. Le Rogers Cabins, un motel qui servait autrefois de logement pour les « surintendants », propose aujourd’hui une dizaine de chambres en pierre reconverties en chambres d’hôtel. Cet établissement fait partie des seuls, hôtels situées dans le sud-est du lac. L'artiste Thomas Hart Benton, a consacré un article à la ville de Disney dans l’édition d'octobre 1938 du magazine Scribner, intitulé Trente-six heures dans une ville en plein essor.
La croissance de la ville est limitée par la taille de l'île et les difficultés techniques liées au passage des services municipaux à travers les barrages. Disney possède donc sa propre usine de distribution d'eau, pas de système d'égouts publics (tous septiques) et pas de service de gaz naturel vers les maisons.
La première église de Disney a été construite par William J. Morrow, qui travailla également sur le barrage du début à la fin avec sa famille.
L'amphithéâtre Picture in Scripture se trouve à 5,6 kilomètres à l'est de la ville et présente l'histoire de l'apôtre Paul les vendredis et samedis pendant l'été.

## Géographie
Selon le Bureau du recensement des États-Unis, la ville a une superficie totale de 3,6 km2 dont 3,4 de terres fermes, le reste étant de l'eau.

## Population
Au recensement de 2010, Disney comptait 311 habitants. La composition raciale et ethnique de la population était de 73,0 % de Blancs, 17,0 % d'Amérindiens, 0,3 % d'une autre race, 9,6 % déclarant deux races ou plus et 0,6 % d'Hispaniques ou de Latinos de n'importe quelle race.
Lors du recensement de 2000, 226 personnes, 124 ménages et 56 familles résidaient dans la ville. La densité de population était 67,8 hab/km2. Il y avait 252 logements avec une densité moyenne de 75,6 hab/km2. La composition raciale de la ville était de 80,53 % de Blancs, 0,44 % d'Afro-Américains, 9,29 % d'Amérindiens et 9,73 % d'au moins deux races. Les Hispaniques ou Latinos de toute race représentaient 0,44 % de la population.